# Miljevac (Chorwacja)
Miljevac – wieś w Chorwacji, w żupanii karlowackiej, w mieście Slunj. W 2011 roku liczyła 10 mieszkańców.